# Tiếng Hải Nam
Tiếng Hải Nam (Hải Nam Bạch Thoại Tự: Hái-nâm-oe, giản thể: 海南话; phồn thể: 海南話; bính âm: Hǎinán huà), cũng được gọi là Quỳnh Văn (giản thể: 琼文; phồn thể: 瓊文), là một nhóm phương ngữ tiếng Mân được nói ở tỉnh đảo miền nam Trung Quốc Hải Nam. Trong phân loại của Viên Cô Hoa, nó được xếp vào nhóm tiếng Mân Nam, dù nó không thể thông hiểu với những phương ngôn Triều Châu và Phúc Kiến–Đài Loan. Trong phân loại của Lý Vinh (in trong Trung Quốc Ngữ Ngôn Địa Đồ Tập), nó được xem như một nhóm tiếng Mân riêng. Nó đôi khi được gộp chung với tiếng Mân Lôi Châu, được nói trên bán đảo Lôi Châu, tạo thành nhóm Quỳnh-Lôi.